# Roodeplaat Research Laboratories
Roodeplaat Research Laboratories (RRL) foi uma empresa de fachada fundada em 1983 
pela South African Defence Force para pesquisar, testar e produzir armas biológicas, no âmbito do projeto conhecido como Project Coast.

## Outras empresas de fachada da SADF
- Badger Arms
- Biocon (South Africa)
- Civil Cooperation Bureau
- Delta G Scientific Company
- Electronic Magnetic Logistical Component
- Geo International Trading
- Infladel
- Jeugkrag
- Lema
- Military Technical Services
- Protechnik
- Veterans for Victory